# Sophie Milman
Sophie Milman (Ufá, 1983) es una cantante canadiense de jazz, nacida en Rusia. 

## Biografía
Después de emigrar de Rusia a comienzos de la década de 1990, su familia se instaló en Israel cuando ella tenía siete años. Milman es de ascendencia judía, y pasó la mayor parte de su infancia en Israel, donde escuchó abundante música de jazz, aficionándose a ella y decidiéndose por este estilo musical. A los dieciséis años, se mudó a Canadá con su familia.
Sophie Milman vendió con su primer disco casi 100.000 copias por todo el mundo, alcanzando el Top 5 en Canadá y el Top 15 en los Estados Unidos. Ha dado conciertos en Canadá, EE. UU., México, Japón y en varios países de Europa.

## Estudios
Además de sus estudios musicales, Milman es estudiante de Comercio en la Universidad de Toronto.

## Colaboraciones
Milman ha trabajado junto a artistas como Aaron Neville y Neville Brothers, Chick Corea, y Jesse Cook.

## Premios y reconocimientos
Ha recibido:
- 2008 Juno Award (ganadora), categoría Vocal Jazz Album of the Year por "Make Someone Happy".[3]
- 2006 Juno Award (nominada), por Best Jazz Vocal Album.

## Discografía
Ha publicado los siguientes discos.
| Año  | Título                            | Sello             | Canciones |
| ---- | --------------------------------- | ----------------- | --- |
| 2004 | Sophie Milman                     | Linus             | 1. Agua de Beber 2. I Can't Give You Anything but Love, Baby 3. Guilty 4. My Baby Just Cares for Me 5. Back Home To Me 6. The Man I Love 7. Lonely In New York 8. I Feel Pretty 9. La Vie en rose 10. My Heart Belongs to Daddy 11. Ochi Chornye (Dark Eyes) 12. This Time of the Year                                                                                             |
| 2007 | Live at The Winter Garden Theatre | Linus             | 1. Whatever Lola Wants (ft. Jesse Cook) 2. My Baby Just Cares For Me 3. Ochi Chornye (Dark Eyes) 4. Bye Bye Love |
| 2007 | Make Someone Happy                | Linus             | 1. People Will Say We're in Love 2. Something In The Air Between Us 3. Rocket Love 4. So Long, You Fool 5. Matchmaker, Matchmaker 6. Like Someone in Love 7. Make Someone Happy 8. (It's Not Easy) Bein' Green 9. Reste (Stay) 10. Fever 11. Undun 12. It Might as Well Be Spring 13. Eli, Eli (A Walk To Caesarea) 14. Stay (bonus track) 15. Save Your Love For Me (bonus track) |
| 2009 | Take love easy                    | Koch Records      | 1. Beautiful Love 2. Take Love Easy 3. I Concentrate on You 4. Day In, Day Out 5. Be Cool 6. My One and Only Love 7. I Can't Make You Love Me 8. That is Love 9. Love for Sale 10. I'm On Fire 11. Undun 12. Triste 13. 50 Ways to Leave Your Lover 14. Where Do You Start? |
| 2011 | In the Moonlight                  | One Music Records | 01. Do It Again 3:48 02. Oh, Look At Me Now 3:26 03. Moonlight 5:29 04. Speak Low 4:26 05. Till There Was You 4:01 06. Watch What Happens 4:41 07. Prelude To A Kiss 4:35 08. Ces Petits Riens 5:08 09. So Sorry 4:07 10. Detour Ahead 4:40 11. Let Me Love You 3:32 12. Day Dream 4:59 13. No More Blues 4:20                                                                     |